# Rapa (île)
Pour les articles homonymes, voir Rapa.
Rapa (parfois nommée Rapa Iti, la « petite Rapa » pour la distinguer de Rapa Nui, l’île de Pâques, la « grande Rapa ») est une île située dans l’archipel des Australes en Polynésie française. Peuplée de 512 habitants (2019), Rapa est l'une des îles les plus isolées du Pacifique.

## Géographie

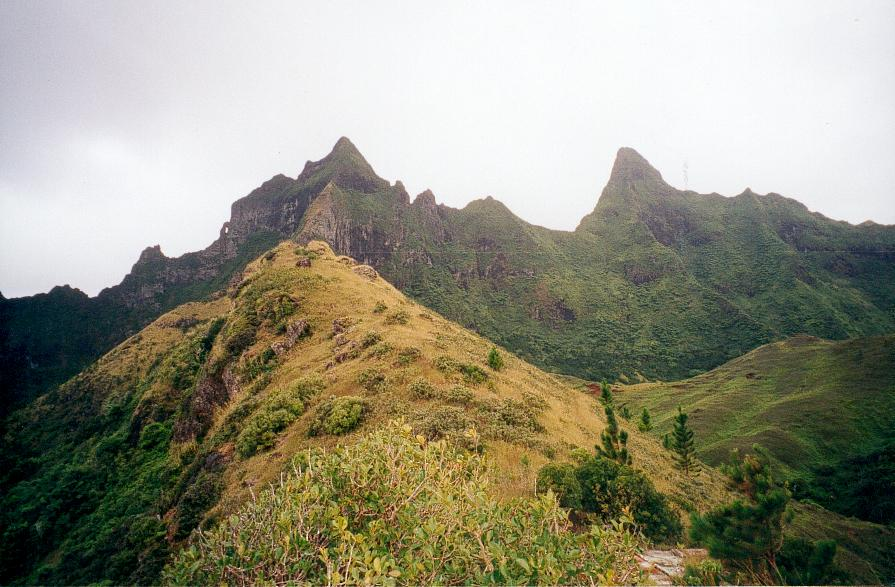
Mont Tautautu à gauche et mont Pukumaru à droite.

L’île de Rapa a une superficie d’environ 40 km2 s'étendant sur les flancs d'un ancien volcan, le mont Perau, haut de 650 m, dont l’un des pans s’est effondré et dont l’océan a rempli le cratère. Les dix îlots rocheux de Marotiri, à 70 km à l’est-sud-est de Rapa, constituent les points de terre les plus méridionaux de Polynésie française. Rapa est l'île habitée la plus au sud du groupe des îles Australes et la plus isolée : elle est distante de 500 km de la plus proche île habitée, Raivavae, et de plus de 1 240 km de Tahiti.

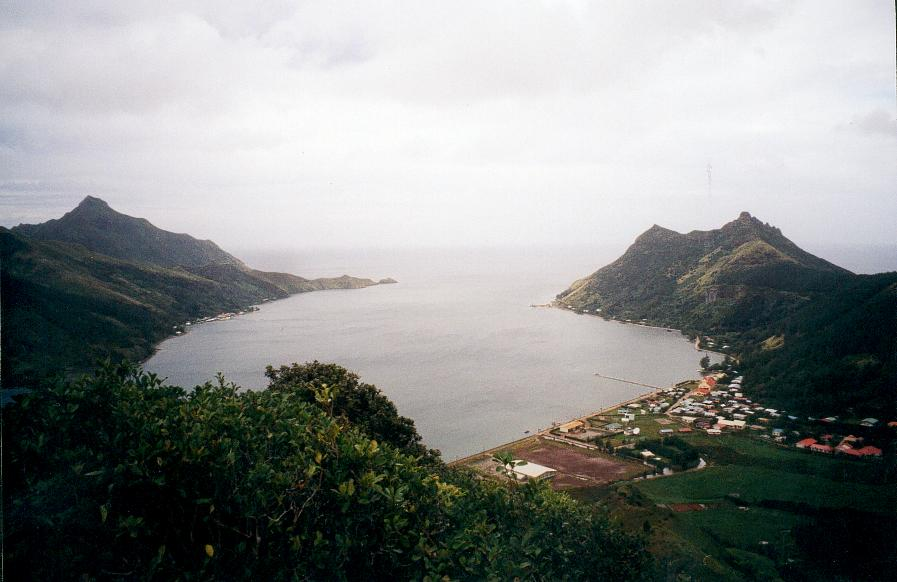
Vue de la baie d'Ahurei.

L’île est le chef-lieu de la commune de Rapa. Ahurei, le principal village de l’île, est situé au bord du cratère immergé ; l’autre village se nomme Area. En 2012, 515 personnes habitaient l’île qui, en raison de l'isolement, ont hérité une langue nettement différenciée des autres langues des îles Australes : le rapa, appelé localement reo rapa.

### Démographie
L'évolution du nombre d'habitants est connue à travers les recensements de la population effectués dans la commune depuis 1977. À partir de 2006, les populations légales des communes sont publiées annuellement par l'Insee, mais la loi relative à la démocratie de proximité du 27 février 2002 a, dans ses articles consacrés au recensement de la population, instauré des recensements de la population tous les cinq ans en Nouvelle-Calédonie, en Polynésie française, à Mayotte et dans les îles Wallis-et-Futuna, ce qui n’était pas le cas auparavant. Pour la commune, le premier recensement exhaustif entrant dans le cadre du nouveau dispositif a été réalisé en 2002, les précédents recensements ont eu lieu en 1996, 1988, 1983, 1977 et 1971. Son évolution est la suivante :
|                                                                              |  | 192 | 398 | 480 | 516 | 521 | 497 | 480 | 515 | 507 |
| Sources ISPF - Bulletin Officiel de l'Océanie 1848 - Messager de Tahiti 1861 |  |     |     |     |     |     |     |     |     |     |

### Climat
Le climat à Rapa n'est presque pas tropical car même si selon la classification de Köppen la température moyenne dépasse les 18 °C tous les mois de l'année, elle n'excède jamais les 25 °C (maximum de 24,4 °C en février) et il est difficile de parler d'été chaud ou de chaleur torride quand le record de chaleur ne s'établit qu'à 31,6 °C en mars 1971.
Du fait de sa situation bien au sud du tropique du capricorne, le climat sur l'île est caractérisé par des variations saisonnières marquées et il se rapproche plus d'un climat subtropical humide ou d'un climat océanique très doux sans hiver froid : les étés sont doux mais rarement très chauds et les noix de coco ne poussent pas sur l'île en raison des hivers plutôt frais (température minimale moyenne de 15,8 °C en août et septembre), avec un record de froid à 8,5 °C en septembre 1972 ainsi que le montre le tableau climatique. Cependant, malgré cette petite fraîcheur hivernale, Rapa n'a jamais connu de gel ni de neige. 
Au cours de l'année 2007, les températures maximales ont varié de 19 °C à 26 °C et les minimales de 16 °C à 22 °C (degrés Celsius). La moyenne annuelle est de 20 °C. Les précipitations sont importantes, plus de 2 570 mm d'eau par an. Il peut pleuvoir plus d'un mois d'affilée. La brume est fréquente et le ciel souvent couvert. Rapa est soumise à des vents d'ouest fréquents parfois très violents.
| Mois                                        | jan.          | fév.          | mars          | avril         | mai           | juin          | jui.          | août          | sep.         | oct.         | nov.          | déc.          | année      |
| ------------------------------------------- | ------------- | ------------- | ------------- | ------------- | ------------- | ------------- | ------------- | ------------- | ------------ | ------------ | ------------- | ------------- | ---------- |
| Température minimale moyenne (°C)           | 21,7          | 22,3          | 21,7          | 20,2          | 18,6          | 16,8          | 16,2          | 15,8          | 15,8         | 16,9         | 18,5          | 19,9          | 18,7       |
| Température moyenne (°C)                    | 23,7          | 24,4          | 23,9          | 22,4          | 20,8          | 19,1          | 18,4          | 18,1          | 18,1         | 19,2         | 20,6          | 21,9          | 20,9       |
| Température maximale moyenne (°C)           | 25,7          | 26,4          | 26,1          | 24,5          | 22,9          | 21,4          | 20,7          | 20,4          | 20,4         | 21,4         | 22,7          | 24            | 23         |
| Record de froid (°C) date du record         | 12,2 05.1953  | 15,6 23.1993  | 15,2 15.1952  | 13,5 07.1965  | 10,1 21.1954  | 10,2 27.1982  | 9,8 02.1984   | 8,9 22.1963   | 8,5 05.1972  | 10,5 20.1976 | 12 02.1968    | 13,2 08.1970  | 8,5 1972   |
| Record de chaleur (°C) date du record       | 31 27.1995    | 30,9 02.1963  | 31,6 07.1971  | 30,3 04.2009  | 28,1 05.1971  | 26,3 10.1970  | 25,5 10.2021  | 25 23.1971    | 26,4 27.2018 | 26,4 12.1970 | 28,9 22.1995  | 30,1 21.1970  | 31,6 1971  |
| Ensoleillement (h)                          | 128,9         | 130,3         | 129,1         | 107,7         | 96,6          | 78,9          | 95            |               | 104,1        | 119,1        | 129,3         | 119,6         |            |
| Précipitations (mm)                         | 229,4         | 186,9         | 275,8         | 251,4         | 185           | 208,7         | 258,4         | 237,8         | 165,1        | 184,1        | 170,6         | 221,4         | 2 574,6    |
| Record de pluie en 24 h (mm) date du record | 263,3 25.1971 | 229,1 28.1965 | 216,6 08.1997 | 232,6 29.2009 | 260,5 12.1972 | 192,6 07.2014 | 245,9 05.1992 | 177,9 10.1965 | 153 18.1964  | 279 27.1980  | 243,4 30.1964 | 378,3 25.1985 | 378,3 1985 |
| Nombre de jours avec précipitations         | 13,2          | 12,5          | 15,3          | 14,9          | 14,5          | 15,7          | 15,4          | 15,5          | 12,7         | 12,2         | 11,8          | 12,7          | 166,4      |
| Nombre de jours d'orage                     | 1,3           | 0,7           | 1,1           | 1,1           | 0,8           | 1,1           | 0,9           | 1             | 0,8          | 0,7          | 0,6           | 0,8           | 10,9       |
| Nombre de jours avec brouillard             | 0             | 0             | 0             | 0             | 0             | 0             | 0             | 0             | 0            | 0            | 0,1           | 0,1           | 0,3        |

| Diagramme climatique                                  |               |               |               |             |               |               |               |               |               |               |             |
| J                                                     | F             | M             | A             | M           | J             | J             | A             | S             | O             | N             | D           |
| 25,721,7229,4                                         | 26,422,3186,9 | 26,121,7275,8 | 24,520,2251,4 | 22,918,6185 | 21,416,8208,7 | 20,716,2258,4 | 20,415,8237,8 | 20,415,8165,1 | 21,416,9184,1 | 22,718,5170,6 | 2419,9221,4 |
| Moyennes : • Temp. maxi et mini °C • Précipitation mm |               |               |               |             |               |               |               |               |               |               |             |

## Histoire

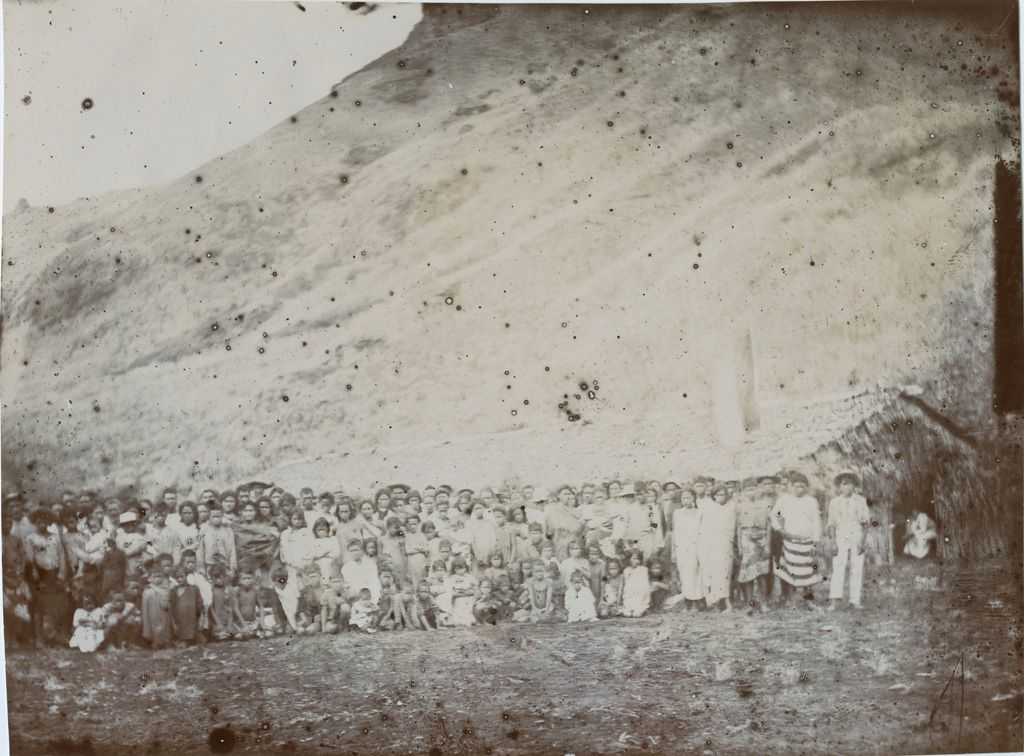
Population de Rapa en 1905.

Les Européens, plus exactement George Vancouver, arrivent à Rapa en 1791 : elle s’appelait à l’époque Oparo : l’« île aux pare », fortifications dont les ruines parsèment l’île, particulièrement sur les crêtes et les endroits escarpés ; de telles ruines peuvent également être aperçues sur les plus gros îlots de Marotiri.
Les neuf pare de Mapitanga, Morongo Uta, Ororangi, Pukumanga, Pukutaketake, Ruatara, Tanga, Tevaitau et Vairu ont nécessité des travaux d'envergure pour les insulaires et semblent répondre à la nécessité, pour chaque clan (vaihu), de se protéger des convoitises des autres. Mais des alliances ont aussi été nouées, comme en témoignent les chemins de crête reliant certains pare entre eux. C'est aussi ce que relate la tradition orale qui fait état de la « guerre des Marotiri » (îlots en propriété collective des Rapanais) entre Koroi, chef d'Ahurei qui voulait s'en emparer, et une coalition des autres clans, dont le chef Teraau (mort en 1825) sortit vainqueur pour finir roi de l'île. Son descendant, Teparima, fut le dernier roi de Rapa, la monarchie étant abolie par les Français le 16 juin 1887. 
Entre-temps, les esclavagistes péruviens envahirent l'île en 1861, emmenant de force des Rapanais aux îles Chincha pour y extraire le guano, et par la suite la population diminua fortement en raison de l'introduction, par les survivants de retour, de la variole et de la dysenterie. Selon Eugène Caillot, d'autres Rapanais ont, semble-t-il, été emmenés à l'île de Paques (dont le nom polynésien est Rapa Nui et dont la langue est proche du Reo Rapa) par des planteurs français comme Jean-Baptiste Dutrou-Bornier et évangélisés par des missionnaires français comme Eugène Eyraud et Hippolyte Roussel dépendant du vicariat apostolique de Tahiti mais cette hypothèse n’est pas documentée. Le seul lien démontrable entre Rapa et l'île de Pâques est le fait que le nom Rapa Nui (« Rapa la grande ») fut donné par des matelots de Rapa (ou Rapa Iti, « Rapa la petite ») ayant participé au rapatriement, en 1864, des Pascuans et des Rapanais survivants, qui avaient été enlevés par des esclavagistes péruviens.

## Économie
L’île ne possède pas de piste d'atterrissage et n'est reliée aux autres îles que par le cargo mixte Tuhaa Pae tous les deux ou trois mois ; le patrouilleur La Tapageuse de la Marine nationale y effectuait aussi des missions de liaison depuis Tahiti.

## Galerie

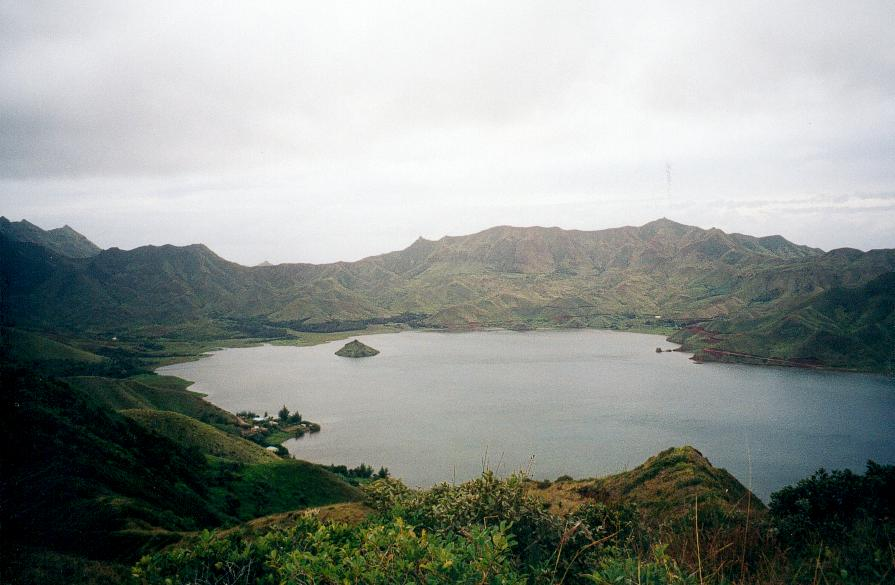
Fond de la baie d'Ahurei et îlot Tapui, en 2000.
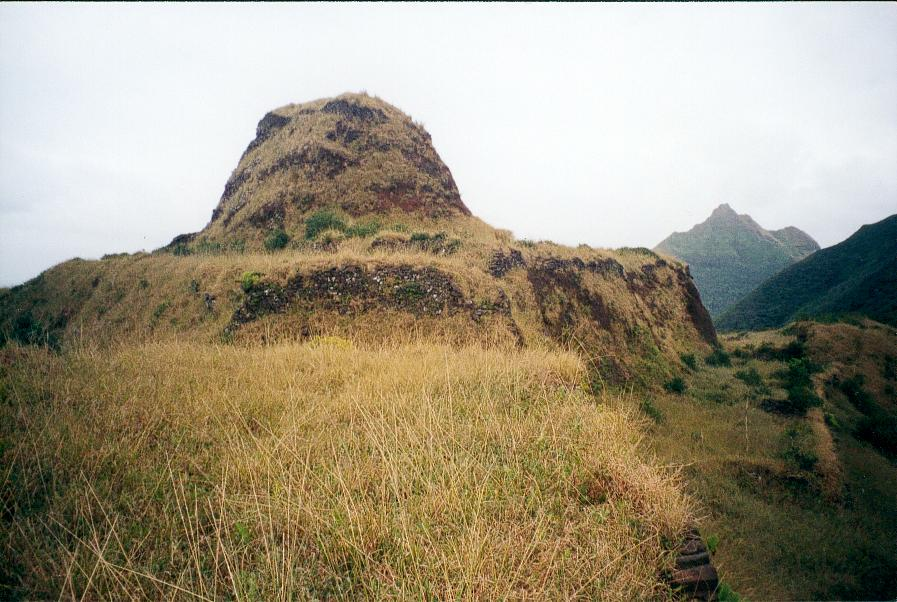
Un pare (fortification rapanaise), en 2000.
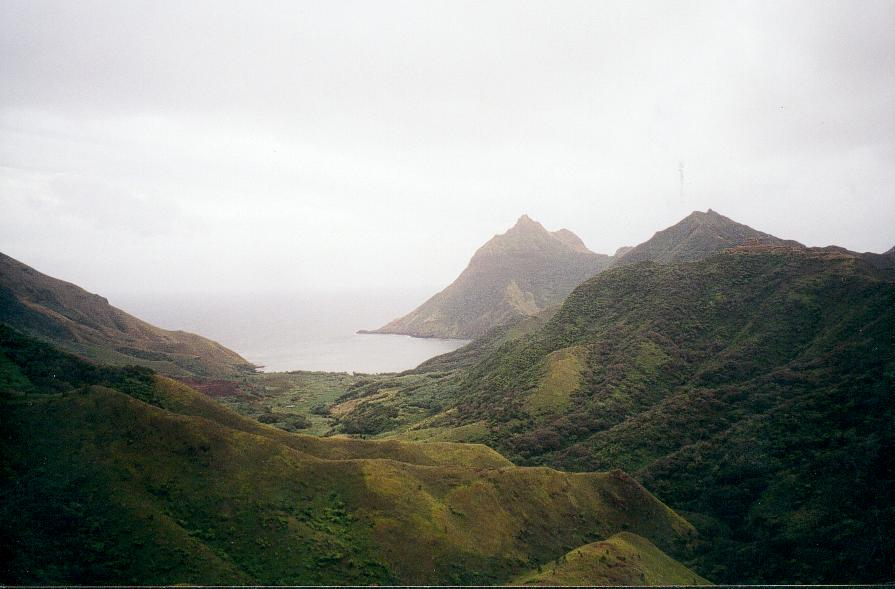
Baie d'Hiri, en 2000.
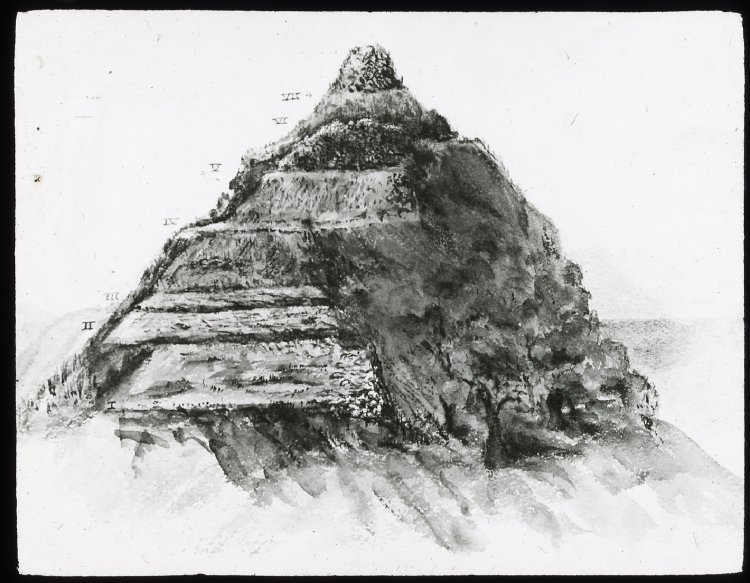
Pare Potaketake, par l'expédition Mana, entre 1921 et 1923.
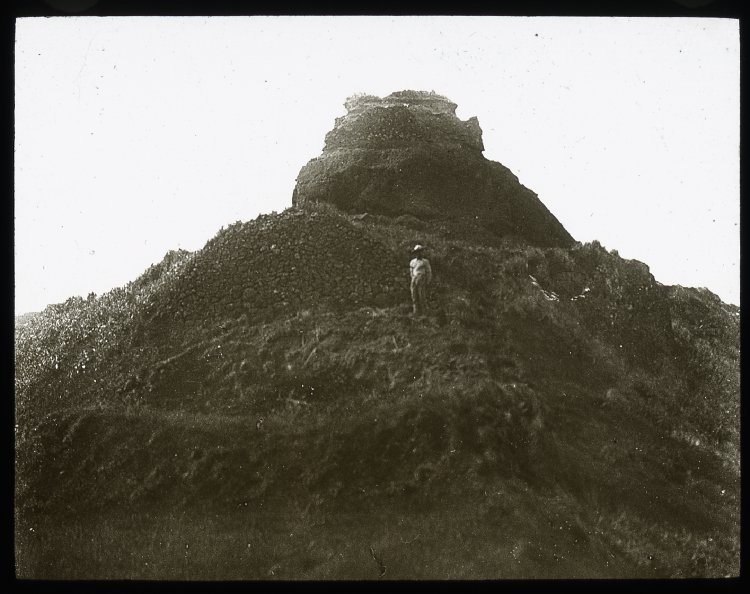
Pare Potaketake par l'expédition Mana, entre 1921 et 1923.
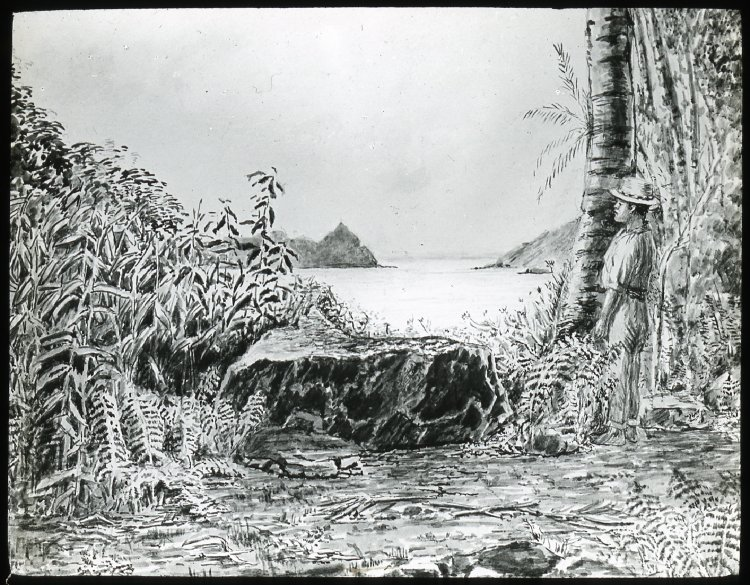
Dessin par l'expédition Mana, entre 1921 et 1923.
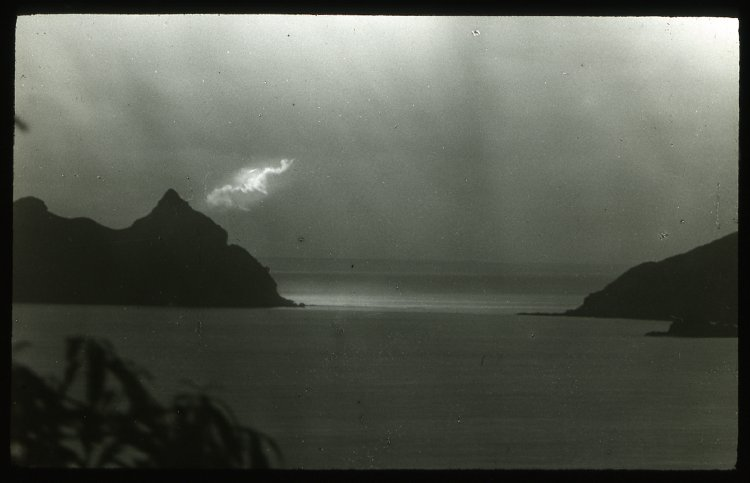
Le lagon, par l'expédition Mana, entre 1921 et 1923.
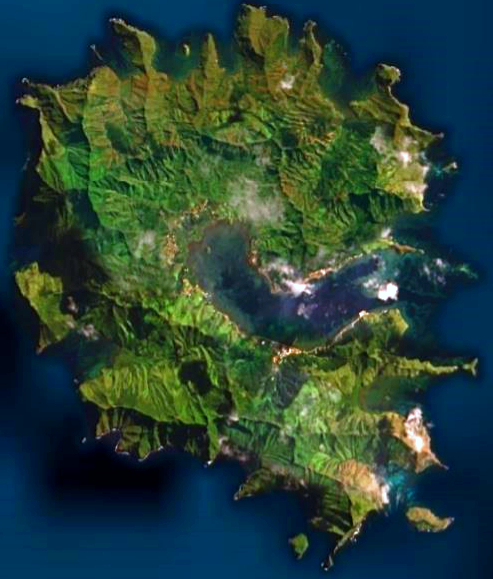
Vue satellitaire de Rapa Iti.
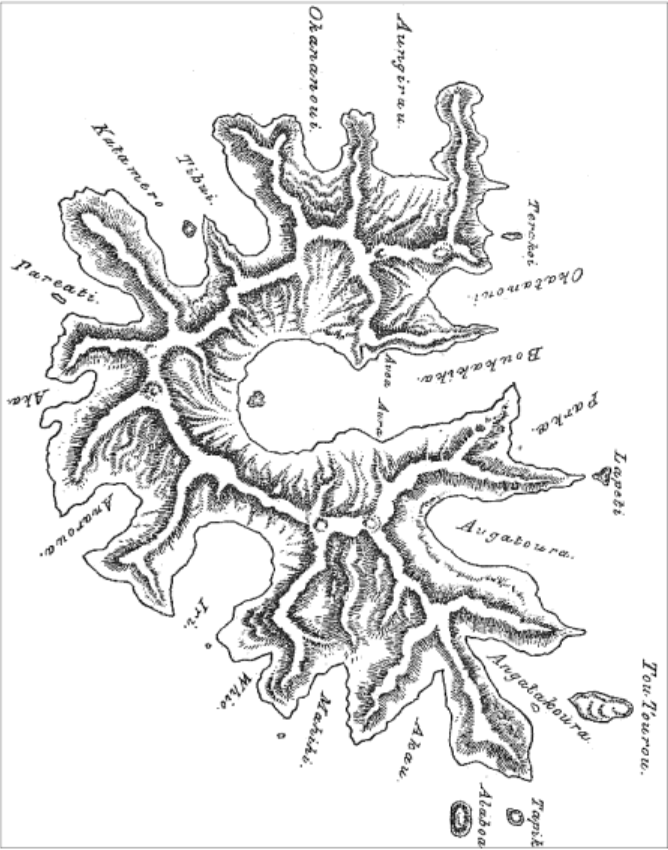
Carte de navigation britannique de Rapa Iti, en 1868.
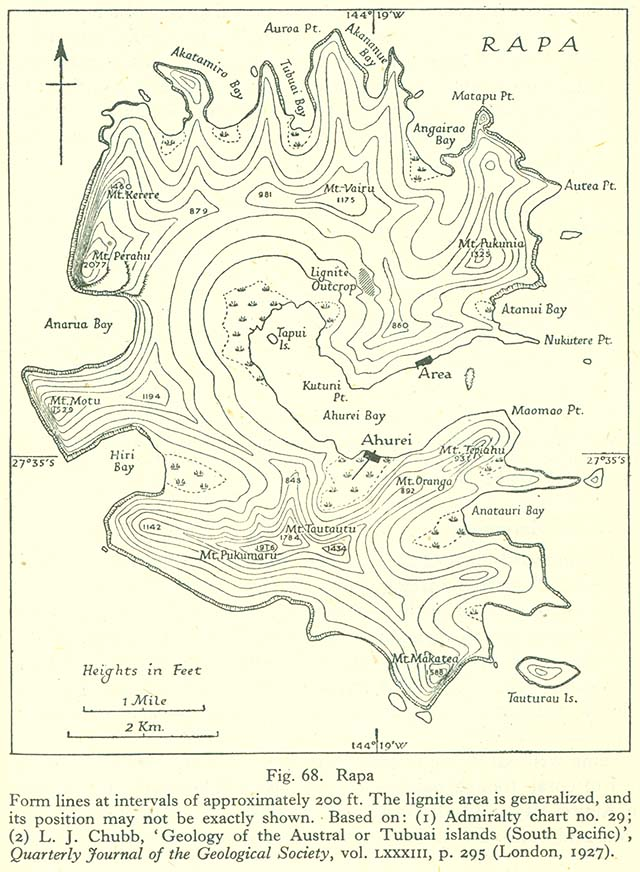
Carte britannique de Rapa Iti, entre 1943 et 1945.
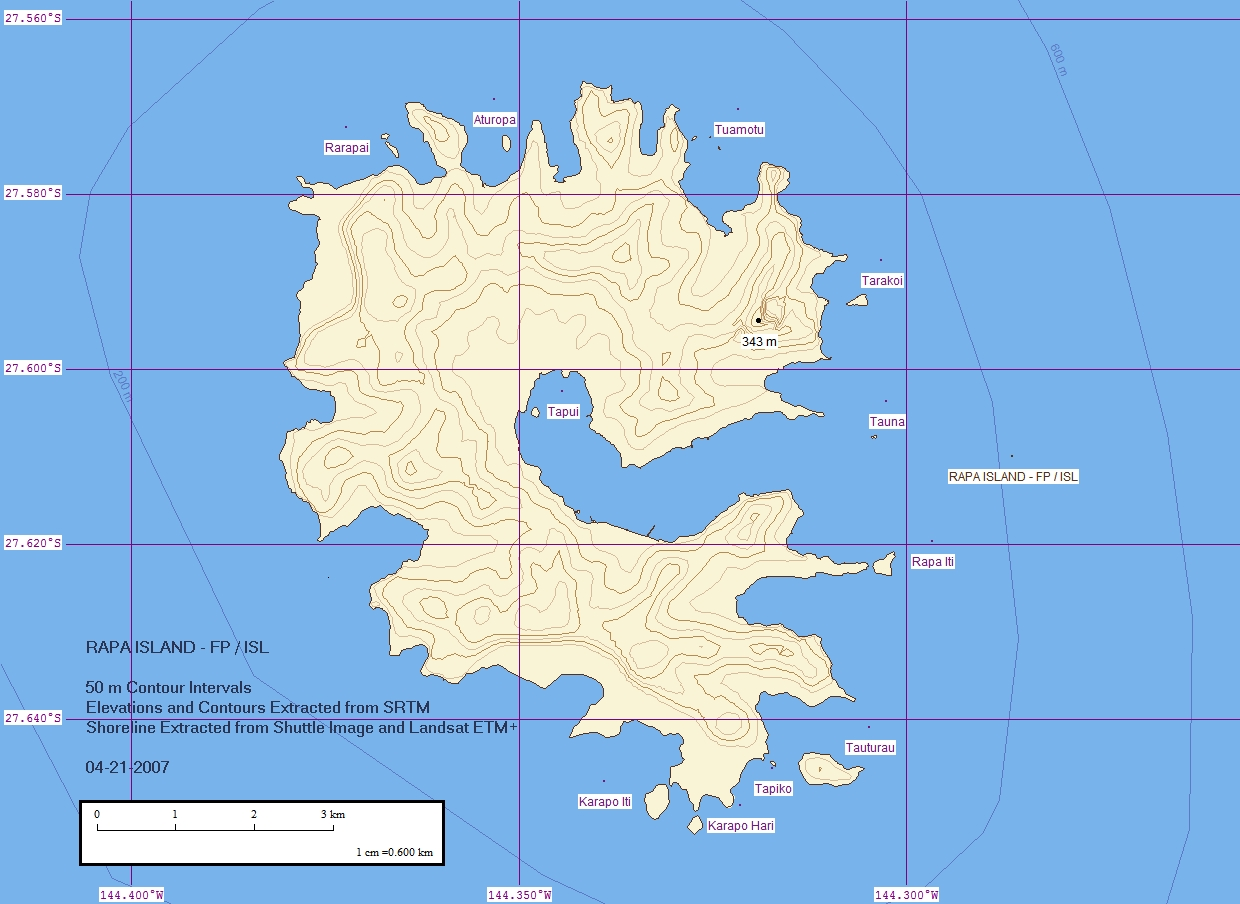
Carte de Rapa Iti, 2007.